# Palloza de Cantejeira
La palloza de Cantejeria o Casa de Lamas es una antigua construcción que data del siglo XIX y hasta la década de 1980 tiene una función de casa, pero se restaura y da lugar a un restaurante y bar donde se aprecia como es una palloza más el implemento de obras en madera de un artista del pueblo, Domingo González.
Aun teniendo una restauración, la palloza sigue en perfecto estado con algunos cambios para adaptarse a la nueva utilidad. Es un lugar ambientado en la tradición celta de la que desciende el pueblo estando todo su mobiliario de madera tallada tanto las mesas como las sillas y hasta las lámparas que cuelgan del techo. Es la única palloza del pueblo que queda con el teito tal y como se hacía antes, con paja de centeno y sujeta al armazón de madera, sin ningún agujero que haría pasar el agua. Una palloza se divide tradicionalmente en dos plantas, una para la vivienda y otra para el ganado. En este caso la zona del ganado se unificó y sirve de comedor y, la zona de la vivienda, la zona de arriba sigue manteniendo la cocina antigua, la reiga, dividida del resto por tablones de madera de baja altura, ya que en invierno el calor se reparte por todo el edificio. El humo de la estancia sube hacia el teito, en este caso en la restauración se implementa una campana para un mejor funcionamiento. De las pallozas como casa, sigue manteniendo un escano y la zona para hacer el fuego, a su vez, se implementaron más mesas. La zona central de la palloza, por donde se encuentran las dos puertas de entrada, la barra del bar y las escaleras hacia la zona baja se encuentra un espacio amplio desde el que se puede observar la palloza al completo. Aquí se encuentran también mesas y diversas esculturas.